# The New Classic Tour
The New Classic Tour è il primo tour della rapper australiana Iggy Azalea, al fine di promuovere il suo album di debutto, The New Classic. È iniziato a Boston, negli Stati Uniti il 23 aprile 2014, per poi finire sempre negli Stati Uniti, ad Austin il 27 settembre dello stesso anno.

## Antefatti
Azalea ha annunciato la realizzazione del tour via Twitter, dopo aver pubblicato la cover art dell'album.
Inizialmente il tour avrebbe dovuto accompagnare l'uscita dell'album nel settembre 2013, ma l'invito di Beyoncé ad aprire alcuni concerti del suo tour in Asia e Oceania bloccó il progetto, che venne posticipato per la primavera 2014.
Il tour è stato sponsorizzato da Monster Energy e promosso dalla Live Nation. Monster Energy collaboró con la Idol Roc Entertainment, per presentare il Mondter Energy Hip Hop Outbreak, un evento musicale creato per contribuire a promuovere gli artisti emergenti nel settore dell'hip-hop. Il tour è infatti conosciuto anche come The Monster Energy Outbreak Tour presents: Iggy Azalea - The New Classic Tour.

## Scaletta
1. "Instrumental Sequence"
2. "Beat Down"
3. "Fuck Love"
4. "Bounce"
5. "My World"
6. "Rolex"
7. "Don't Need Y'all"
8. "Change Your Life"
9. "Pu$$y"
10. "Murda Bizness"
11. "Drop That"
12. "Instrumental Sequence"
13. "Fancy"
14. "Flexin' & Finessin'"
15. "Quicktime"
16. "Black Widow"
17. "Work"

## Date
| Data              | Città             | Regione     | Sede                            |
| ----------------- | ----------------- | ----------- | ------------------------------- |
| Nord America      |                   |             |                                 |
| 23 aprile 2014    | Boston            | Stati Uniti | House of Blues                  |
| 24 aprile 2014    | Montréal          | Canada      | Théâtre Corona Virgin Mobile    |
| 25 aprile 2014    | Toronto           | Canada      | Danforth Music Hall             |
| 26 aprile 2014    | Detroit           | Stati Uniti | Saint Andrew's Hall             |
| 27 aprile 2014    | Chicago           | Stati Uniti | House of Blues                  |
| 2 maggio 2014     | Silver Spring     | Stati Uniti | The Fillmore Silver Spring      |
| 3 maggio 2014     | Filadelfia        | Stati Uniti | Theatre of Living Arts          |
| 4 maggio 2014     | New York          | Stati Uniti | Music Hall of Williamsburg      |
| 5 maggio 2014     | New York          | Stati Uniti | Irving Plaza                    |
| 7 maggio 2014     | Atlanta           | Stati Uniti | Center Stage Theater            |
| 9 maggio 2014     | Los Angeles       | Stati Uniti | Redbull Sound Space             |
| 14 maggio 2014    | Santa Ana         | Stati Uniti | The Observatory                 |
| 16 maggio 2014    | Los Angeles       | Stati Uniti | Wiltern Theatre                 |
| 17 maggio 2014    | Anaheim           | Stati Uniti | Honda Center                    |
| 17 maggio 2014    | San Diego         | Stati Uniti | House of Blues                  |
| 18 maggio 2014    | San Francisco     | Stati Uniti | The Fillmore                    |
| 21 maggio 2014    | Vancouver         | Canada      | Commodore Ballroom              |
| 22 maggio 2014    | Seattle           | Stati Uniti | Neptune Theatre                 |
| 24 maggio 2014    | Las Vegas         | Stati Uniti | The Bank Nightclub              |
| 30 maggio 2014    | Filadelfia        | Stati Uniti | Festival Pier at Penn's Landing |
| 1º giugno 2014    | East Rutherford   | Stati Uniti | MetLife Stadium                 |
| 6 giugno 2014     | Greenwood Village | Stati Uniti | Fiddler's Green Amphitheatre    |
| 14 giugno 2014    | Bridgeview        | Stati Uniti | Toyota Park                     |
| 15 giugno 2014    | Foxborough        | Stati Uniti | Gillette Stadium                |
| Europa            |                   |             |                                 |
| 21 giugno 2014    | Londra            | Regno Unito | Wembley Stadium                 |
| Nord America      |                   |             |                                 |
| 27 giugno 2014    | Miami             | Stati Uniti | Fontainebleau Miami Beach       |
| Europa            |                   |             |                                 |
| 4 luglio 2014     | Londra            | Regno Unito | Finsbury Park                   |
| 6 luglio 2014     | Birmingham        | Regno Unito | Perry Park                      |
| 11 luglio 2014    | Frauenfeld        | Svizzera    | Openairgelände Festivalgelände  |
| Nord America      |                   |             |                                 |
| 12 luglio 2014    | Edmonton          | Canada      | Shaw Conference Centre          |
| 26 luglio 2014    | Las Vegas         | Stati Uniti | Boulevard Pool                  |
| 1º agosto 2014    | Chicago           | Stati Uniti | Grant Park                      |
| 2 agosto 2014     | Toronto           | Canada      | Downsview Park                  |
| 6 agosto 2014     | Columbus          | Stati Uniti | LC Pavilion                     |
| 15 agosto 2014    | Montréal          | Canada      | Parc Jean-Drapeau               |
| 30 agosto 2014    | Los Angeles       | Stati Uniti | Grand Park                      |
| 12 settembre 2014 | Rochester Hills   | Stati Uniti | Meadow Brook Theatre            |
| Europa            |                   |             |                                 |
| 17 settembre 2014 | Londra            | Regno Unito | Shepherd's Bush Empire          |
| Nord America      |                   |             |                                 |
| 19 settembre 2014 | Atlanta           | Stati Uniti | Piedmont Park                   |
| 20 settembre 2014 | Las Vegas         | Stati Uniti | MGM Grand Garden Arena          |
| 25 settembre 2014 | Baltimora         | Stati Uniti | Pier Six Concert Pavilion       |
| 26 settembre 2014 | New York          | Stati Uniti | Hudson River Park               |
| 27 settembre 2014 | Kingston          | Stati Uniti | Ryan Center                     |
| 28 settembre 2014 | Mashantucket      | Stati Uniti | Grand Theater at Foxwoods       |
| 3 ottobre 2014    | Houston           | Stati Uniti | Bayou Music Center              |
| 4 ottobre 2014    | Austin            | Stati Uniti | Zilker Park                     |
| 8 ottobre 2014    | Santa Monica      | Stati Uniti | Barker Hangar                   |
| 9 ottobre 2014    | Nashville         | Stati Uniti | Memorial Gymnasium              |
| 11 ottobre 2014   | Austin            | Stati Uniti | Zilker Park                     |
| 17 ottobre 2014   | Minneapolis       | Stati Uniti | TCF Bank Stadium                |
| 18 ottobre 2014   | Normal            | Stati Uniti | Braden Auditorium               |
| 19 ottobre 2014   | Milwaukee         | Stati Uniti | The Rave / Eagles Club          |
| 24 ottobre 2014   | Los Angeles       | Stati Uniti | Hollywood Bowl                  |